# Effectif actuel des IceHogs de Rockford
| No    | Nom                  | Nat. | Position       | Arrivée |
| ----- | -------------------- | ---- | -------------- | ------- |
| +030, | Jaxson Stauber       |      | Gardien de but |         |
| +031, | Dylan Wells          |      | Gardien de but |         |
| +041, | Isaak Phillips       |      | Défenseur      |         |
| +044, | Adam Clendening – A  |      | Défenseur      |         |
| +046, | Louis Crevier        |      | Défenseur      |         |
| +047, | Cliff Watson         |      | Défenseur      |         |
| +051, | Ian Mitchell         |      | Défenseur      |         |
| +068, | Cooper Zech          |      | Défenseur      |         |
| +072, | Alex Vlasic          |      | Défenseur      |         |
| +076, | Jakub Galvas         |      | Défenseur      |         |
| +015, | Carson Gicewicz      |      | Centre         |         |
| +017, | David Gust           |      | Ailier droit   |         |
| +022, | Garrett Mitchell – C |      | Ailier droit   |         |
| +027, | Lukas Reichel        |      | Ailier gauche  |         |
| +036, | Josiah Slavin – A    |      | Ailier gauche  |         |
| +039, | Luke Philp           |      | Ailier droit   |         |
| +049, | Bobby Lynch          |      | Ailier droit   |         |
| +053, | Buddy Robinson       |      | Ailier droit   |         |
| +062, | Brett Seney          |      | Centre         |         |
| +070, | Cole Guttman         |      | Centre         |         |
| +071, | Michal Teplý         |      | Ailier droit   |         |
| +079, | Dylan Sikura – A     |      | Ailier droit   |         |
| +085, | Morgan Adams-Moisan  |      | Ailier droit   |         |
| +086, | Mike Hardman         |      | Ailier gauche  |         |
| +091, | D.J. Busdeker        |      | Ailier droit   |         |